# Valle Anzasca
La Valle Anzasca (Val Anzasca in lombardo ossolano, Valanza in piemontese, Vischpertal in walser) è una delle valli trasversali della Val d'Ossola, da cui si dirama presso la località di Piedimulera, e si sviluppa fino alle pendici della parete est del massiccio del Monte Rosa, secondo gruppo alpino per altezza.

## Geografia fisica

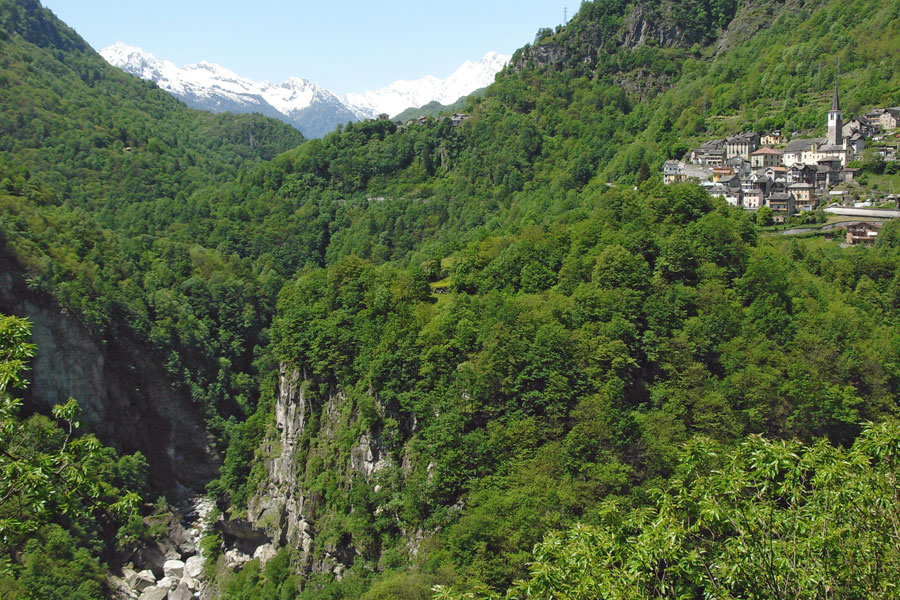
Il tratto iniziale della Valle all'altezza di Castiglione

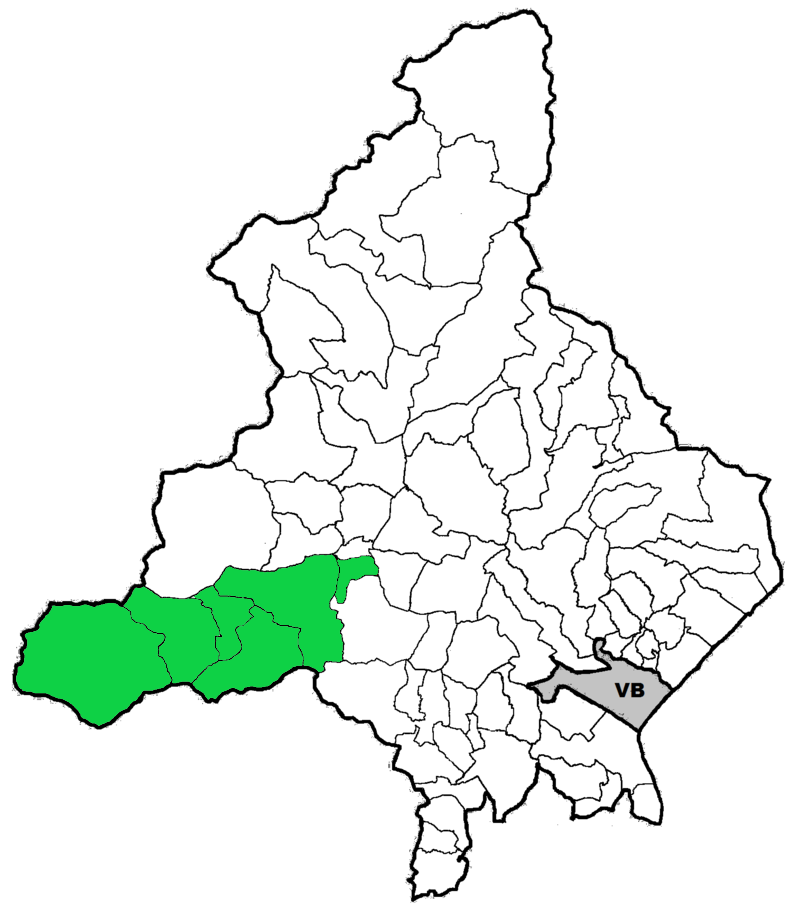
La Valle Anzasca (in verde) nel VCO

Caratteristica della valle è la divisione culturale: nella bassa valle è predominante la tradizione latina, mentre in alta valle sopravvivono ancora le usanze degli antichi Walser che si insediarono in questa terra tra il XIII e il XV secolo.
Il centro principale è Macugnaga, conosciuta sia per l'ampio comprensorio sciistico sia per l'escursionismo estivo, ove è pure possibile visitare la Casa Museo Walser e la Chiesa Vecchia, risalente al 1317. Degne di rilevanza sono inoltre la chiesa monumentale di Calasca, tipico esempio di sfruttamento della pioda ottenuta dal granito locale, le storiche Milizie di Calasca e di Bannio e il borgo di Colombetti - nel paese di Castiglione- riconosciuto come modello esemplare di nucleo rurale in pietra ossolana ed ecomuseo all'aperto con le sue belle abitazioni caratterizzate da logge e muri ad arco.
Importante fu nel passato l'attività mineraria, in particolare l'estrazione dell'oro, i cui giacimenti si dice fossero conosciuti già dai Romani. È oggi possibile visitare la miniera d'oro della Guia, nei pressi di Macugnaga, prima miniera d'oro delle Alpi e prima miniera-museo in Italia. Nel 2002 la valle ha ottenuto rilevanza nazionale: infatti a causa dello scioglimento dei ghiacciai si formò un laghetto effimero che minacciò l'incolumità di Macugnaga e dell'intera valle e si dovette pertanto procedere allo svuotamento tramite idrovore.

### Orografia

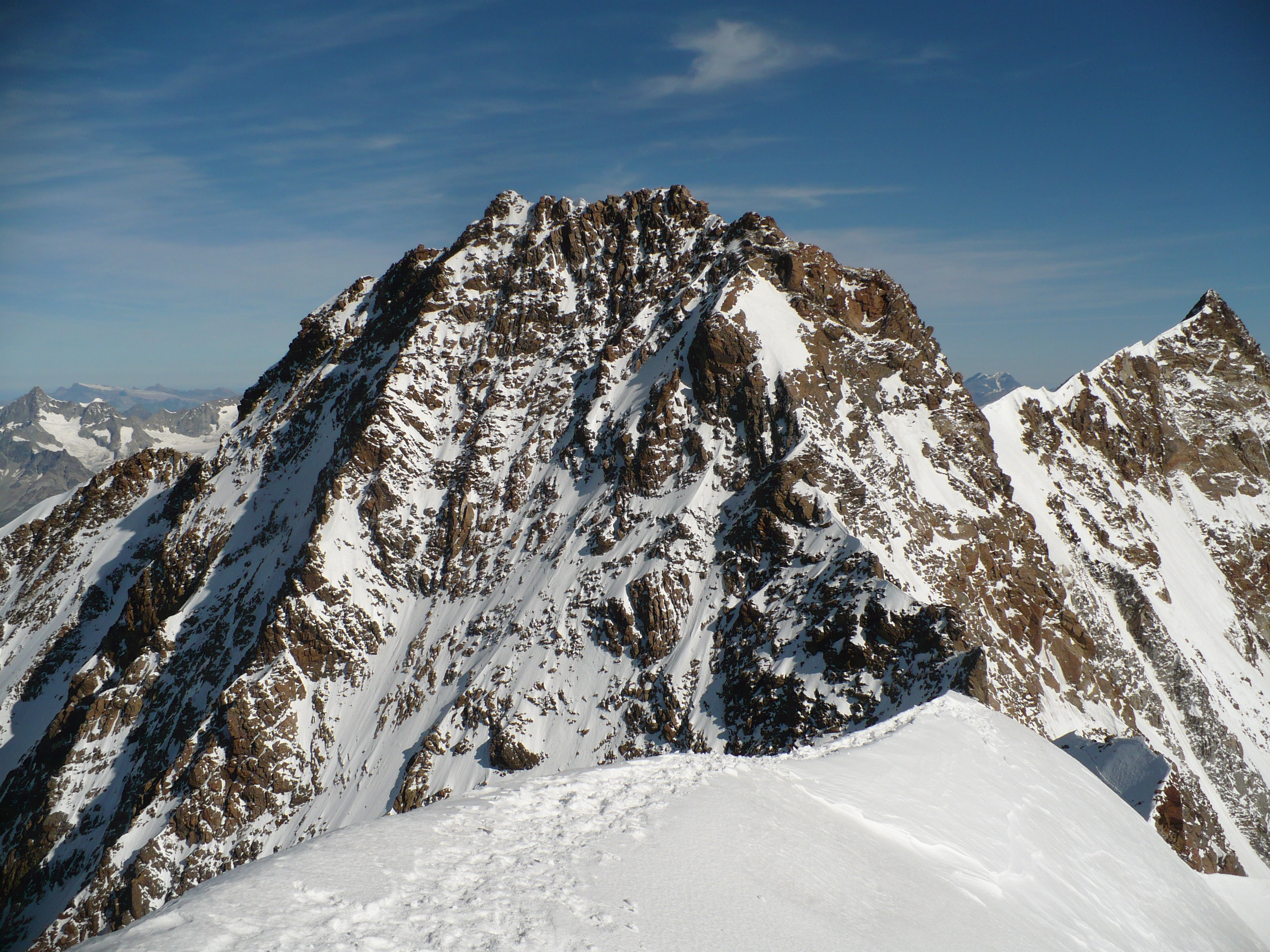
Punta Dufour

La valle si incunea nelle Alpi Pennine e, in particolare, separa la Catena dell'Andolla (a nord) dai Contrafforti valsesiani del Monte Rosa (a sud), mentre la parte alta della valle si affaccia direttamente sul Massiccio del Monte Rosa. Le montagne principali che contornano la valle sono: 
- Punta Dufour - 4.637 m - nel massiccio del monte Rosa
- Cima di Jazzi - 3.804 m - nel massiccio del monte Rosa
- Schwarzberghorn - 3.609 m - nel massiccio del monte Rosa
- Punta Grober - 3.497 m - nei Contrafforti valsesiani del Monte Rosa
- Pizzo Bianco - 3.215 m - nei Contrafforti valsesiani del Monte Rosa
- Punta Laugera - 2.995 m - nella Catena dell'Andolla
- Pizzo San Martino - 2.733 m - nella Catena dell'Andolla
- Pizzo del Ton - 2.675 m - nella Catena dell'Andolla

### Valichi

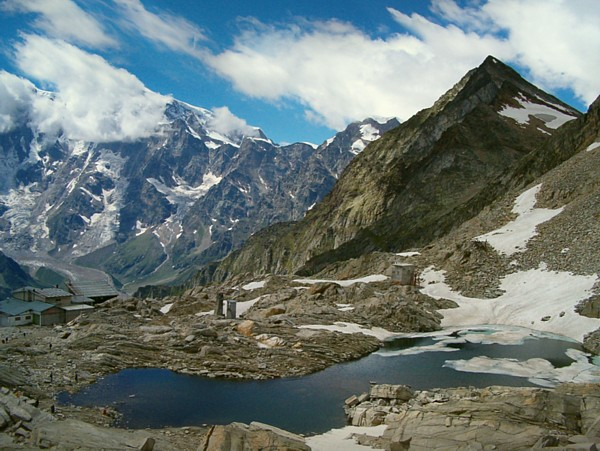
Passo del Monte Moro

La valle non ha collegamenti agevoli con le vallate vicine. I passi più importanti sono:
- Passo del Monte Moro (2862 m) - verso la svizzera Saastal
- Passo del Turlo (2736 m) - verso la Valsesia.

### Rifugi
Per facilitare l'accesso alle vette e l'escursionismo di alta quota la valle è dotata di alcuni rifugi e bivacchi:
- Rifugio Zamboni-Zappa
- Rifugio Damiano Marinelli
- Rifugio Eugenio Sella
- Bivacco Valentino Belloni
- Bivacco Città di Gallarate
- Bivacco Città di Luino
- Rifugio Gaspare Oberto-Paolo Maroli
- Bivacco Hinderbalmo
- Bivacco Emiliano Lanti
- Rifugio Città di Saronno

## Demografia
Nel dettaglio fanno parte della Valle Anzasca i seguenti 6 comuni (Popolazione residente al 30 novembre 2021 - Dato Istat): 
| Posizione    | Stemma | Città                 | Popolazione (ab) | Superficie (km²) | Densità (ab/km²) | Altitudine (m s.l.m.) | Altitudine Minima (m s.l.m.) | Altitudine Massima (m s.l.m.) |
| ------------ | ------ | --------------------- | ---------------- | ---------------- | ---------------- | --------------------- | ---------------------------- | ----------------------------- |
| 1º           |        | Piedimulera           | 1 473            | 7,57             | 194,6            | 248                   | 219                          | 1626                          |
| 2º           |        | Calasca-Castiglione   | 567              | 57,07            | 9,94             | 665                   | 290                          | 2728                          |
| 3º           |        | Macugnaga             | 526              | 99,57            | 5,28             | 1327                  | 924                          | 4633                          |
| 4º           |        | Bannio Anzino         | 479              | 39,47            | 12,1             | 669                   | 518                          | 2624                          |
| 5º           |        | Vanzone con San Carlo | 387              | 15,73            | 24,6             | 677                   | 537                          | 2737                          |
| 6º           |        | Ceppo Morelli         | 300              | 40,19            | 7,46             | 753                   | 644                          | 3181                          |
| Totale Valle | –      | –                     | 3732             | 259,60           | 14,4             | -                     | 219                          | 4633                          |